# Elisabetta Belloni
Elisabetta Belloni   (Roma, 1 de setembre de 1958) és una diplomàtica i funcionaria italiana, des de 2021 directora general del Departament d'Informació per a la Seguretat, el departament de la Presidència del Consell de Ministres que té tasques de coordinació i supervisió de les activitats dels serveis secrets.
Ha estat la primera dona a Itàlia a ser nomenada per guiar la diplomàcia i coordinar els serveis secrets nacionals.

## Biografia

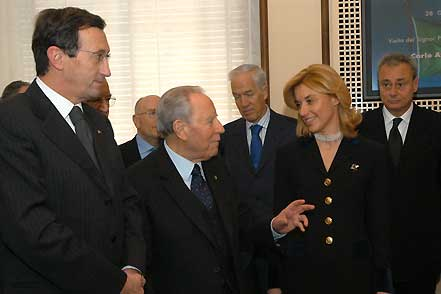
L'aleshores ministre d'afers exteriors Gianfranco Fini, el president de la República Carlo Azeglio Ciampi i Elisabetta Belloni el 2005

### Formació
Filla menor de Giorgio (enginyer civil originari de Pennabilli, en el riminese, que va projectar el pont Picada Penna Pizzone de Tàrent), s'ha llicenciat amb encomi en Ciències polítiques a la Luiss Guido Carli de Roma el 1982 amb una tesi en tècnica del negociat internacional.
Ha estat casada amb Giorgio Giacomelli, ambaixador d'origen padovana, desaparegut el febrer de 2017.

### Activitat diplomàtica
Des del 1985 ha emprès la carrera diplomàtica amb encàrrecs en les ambaixades italianes i en les representacions permanents a Viena i a Bratislava, a més de prop de les direccions generals del Ministeri dels Afers Estrangers. En particular, entre el 1999 i el 2004 Belloni ha estat, carrer carrer, a la guia secretaria de la Direcció pels Països d'Europa, cap de l'Oficina pels Països d'Europa centro-oriental i cap de la secretaria del Subsecretari d'Estat als Exteriors.
Del novembre de 2004 al juny de 2008 ha dirigit la unitat de crisi del Ministeri dels afers estrangers i de la cooperació internacional, i ha estat així doncs la directora general de la cooperació al desenvolupament del mateix dicastero del 2008 al 2013, mentre del gener de 2013 al juny de 2015 ha estat Direcció general pels recursos i la innovació.
El febrer de 2014 ha estat promoguda ambaixadora de grau i, del juny de 2015, ha cobert el càrrec de cap de despatx del ministre d'afers exteriors Paolo Gentiloni. Des del 5 de maig de 2016 cobreix el càrrec de secretària general del Ministeri dels afers estrangers (abans dona a cobrir tal paper), succeint a l'ambaixador Michele Valensise, dimitit de la carrera diplomàtica. Ha estat docent de Cooperació al desenvolupament a la Luiss Guido Carli.
El maig de 2018 el seu nom va ser presentat per alguns òrgans de premsa, juntament amb el de l'economista Lucrezia Reichlin, com possible candidata a rebre el mandat de President del Consell.

### Directora del DIS
El 12 de maig de 2021 el president del Consell dels ministres Mario Draghi l'ha nomenat directora general del Departament de les informacions per la seguretat, en substitució del general de divisió Gennaro Vecchione. És la primera dona a haver guiat l'agència de coordinació dels serveis secrets. En el paper de secretari general, Belloni ha estat substituïda per l'antic ambaixador a la Xina Ettore Francesco Sequi, d'ella mateixa suggerit a Luigi Di Maio.